# Wyn Hoop
Winfried Lüssenhop, mieux connu sous le nom de Wyn Hoop, né le 29 mai 1936 à Hanovre, est un chanteur allemand. 
Il est connu pour avoir représenté l'Allemagne au Concours Eurovision de la chanson 1960 à Londres, avec la chanson Bonne nuit ma chérie.